# (3718) Dunbar
(3718) Dunbar ist ein Asteroid des Hauptgürtels, der am 7. November 1978 von den US-amerikanischen Astronomen Eleanor Helin und Schelte John Bus am Palomar-Observatorium (IAU-Code 675) in Kalifornien entdeckt wurde.
Der Asteroid wurde nach dem US-amerikanischen Physiker und Planetologen Roy Scott Dunbar benannt, der ab 1983 am Jet Propulsion Laboratory arbeitete und während dieser Zeit mehrere Asteroiden entdeckte, darunter drei Erdnahe Objekte.